# Bunker in Albanien

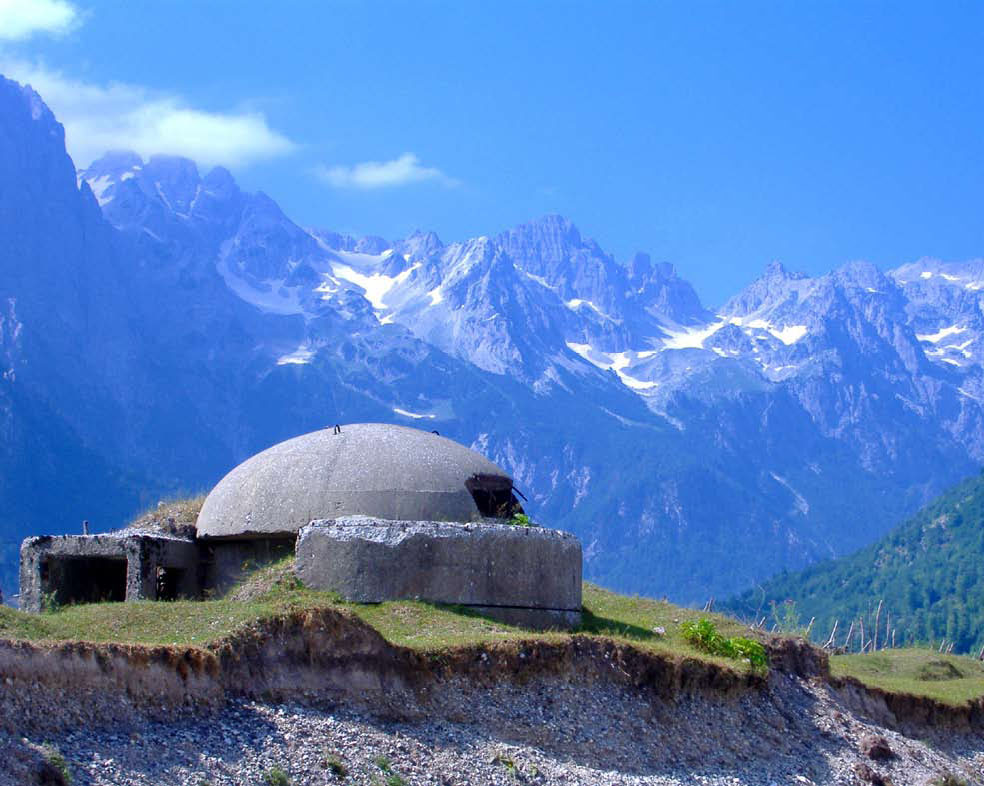
Typischer Bunker im Valbona-Tal in den Albanischen Alpen im Norden des Landes

Die Bunker in Albanien entstanden vor allem zwischen 1972 und 1984, als unter der Herrschaft von Enver Hoxha im sozialistischen Albanien an die 200.000 Bunker erbaut wurden. Die Bunker sollten der Verteidigung des Landes im Falle einer Invasion durch ausländische Truppen dienen. Die überall sichtbaren runden und an Pilze erinnernden Pillbox-Bunker waren zusammen mit anderen Bunkerbauten die bedeutendste militärische Anlage, die während des sozialistischen Regimes in Albanien gebaut worden ist. Sie prägten während der 1980er und 1990er Jahre vielerorts das Landschaftsbild und sind auch heute noch häufig zu sehen.

## Hintergrund

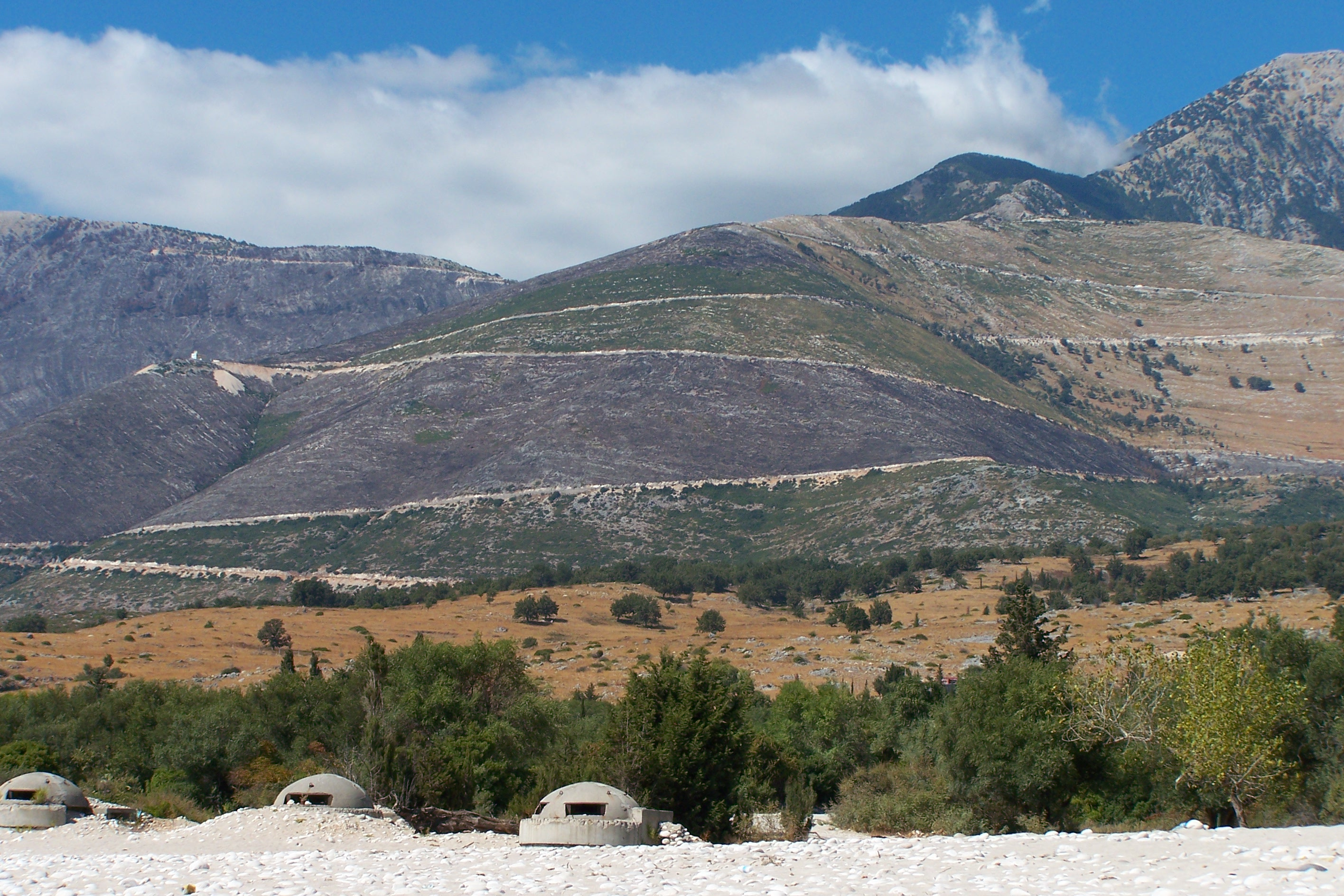
Bunker an der Küste des Ionischen Meers

Nachdem Albanien 1961 mit den anderen sozialistischen Staaten Osteuropas gebrochen hatte und 1968 als Reaktion auf den Einmarsch in die Tschechoslowakei aus dem Warschauer Pakt ausgetreten war, fürchteten die Machthaber in Tirana, dass auch Albanien von den ehemaligen Verbündeten besetzt werden könnte. Neben den Revisionisten im Osten fürchteten die Albaner schon seit Längerem die amerikanischen und britischen Imperialisten im Westen. Alle Nachbarn betrachtete man in Albanien als Feinde: Mit Griechenland im Süden war man noch immer im Kriegszustand, mit den Jugoslawen im Norden war das Verhältnis ebenfalls sehr angespannt, und Italien im Westen jenseits der Adria hatte Albanien 1939 schon einmal überfallen. Über das Meer kamen in den 1950ern auch immer wieder Agenten und antikommunistische Widerstandskämpfer, die von den USA und Großbritannien unterstützt wurden. Die Regierung erachtete es als dringend notwendig, sich gegen eine eventuell mögliche Invasion vorzubereiten, wobei man nicht nur in Kriegszeiten selbstversorgend sein musste.

„Das Vaterland zu verteidigen ist eine Pflicht über allen anderen Pflichten.“

Die Anlehnung an die Volksrepublik China in der zweiten Hälfte der 1960er Jahre hatte auch in Albanien eine ideologische und kulturelle Revolution zur Folge. In den 1970ern folgte eine große Säuberungsaktion der Militär- und Verwaltungsbürokratien. Der Personenkult um Enver Hoxha, dessen Paranoia aus Angst vor ausländischen Intrigen und Verschwörung stetig zunahm, wurde immer stärker. Ausländische, speziell westliche Einflüsse wurden in allen Lebensbereichen und insbesondere auch in der Kultur offen bekämpft; höchsten Militärs wurde der Prozess gemacht, zum Beispiel dem Verteidigungsminister Beqir Balluku, der mit den Chinesen Pläne vorbereitet hatte, die vorsahen, sich bei einem Angriff in die Berge zurückzuziehen. Hoxha hingegen vertrat den Standpunkt, dass jeder Zentimeter albanischen Bodens verteidigt werden müsse. Am 7. Parteitag im Jahr 1976 wurde nochmals bekräftigt, dass große und entschlossene Arbeit notwendig sei, um die Gefahren der Einkreisung durch die Imperialisten und Revisionisten vollständig zu verstehen. Der Parteitag verlangte, dass die Partei und das Volk immer aufmerksam und wachsam sein und die Verteidigung des Vaterlands als höchste Pflichten über allen anderen Pflichten betrachten sollten, basierend auf den marxistisch-leninistischen Prinzipien, das ganze Volk zu bewaffnen und für die Verteidigung vorzubereiten. „Dies alles ließ die frühen 70er Jahre zur Ära einer neuen innenpolitischen Eiszeit mit einer Serie umfassender Säuberungen werden.“ (Michael Schmidt-Neke: Südosteuropa-Handbuch Band VII: Innenpolitik).
Im Jahr 1976 gab sich Albanien eine rigide marxistisch-leninistische Verfassung, die die Position der Partei der Arbeit als führende Macht in Staat und Gesellschaft festigte und ausländische Darlehen verbot. Auf die Durchführung von Reformen nach Maos Tod (1976) reagierte Albanien im Jahr 1978 mit dem vollständigen Abbruch der Beziehungen zu China. Das kleine Land mit nicht einmal drei Millionen Einwohnern hatte sich komplett vom Rest der Welt isoliert und startete ein umfangreiches, auf Partisanenkampf basierendes Verteidigungsprogramm, das ein gewaltiges Anhäufen von Waffen, darunter auch chemische Waffen, und den Bau von Hunderttausenden von militärischen Betonbunkern umfasste.

## Bau der Bunker

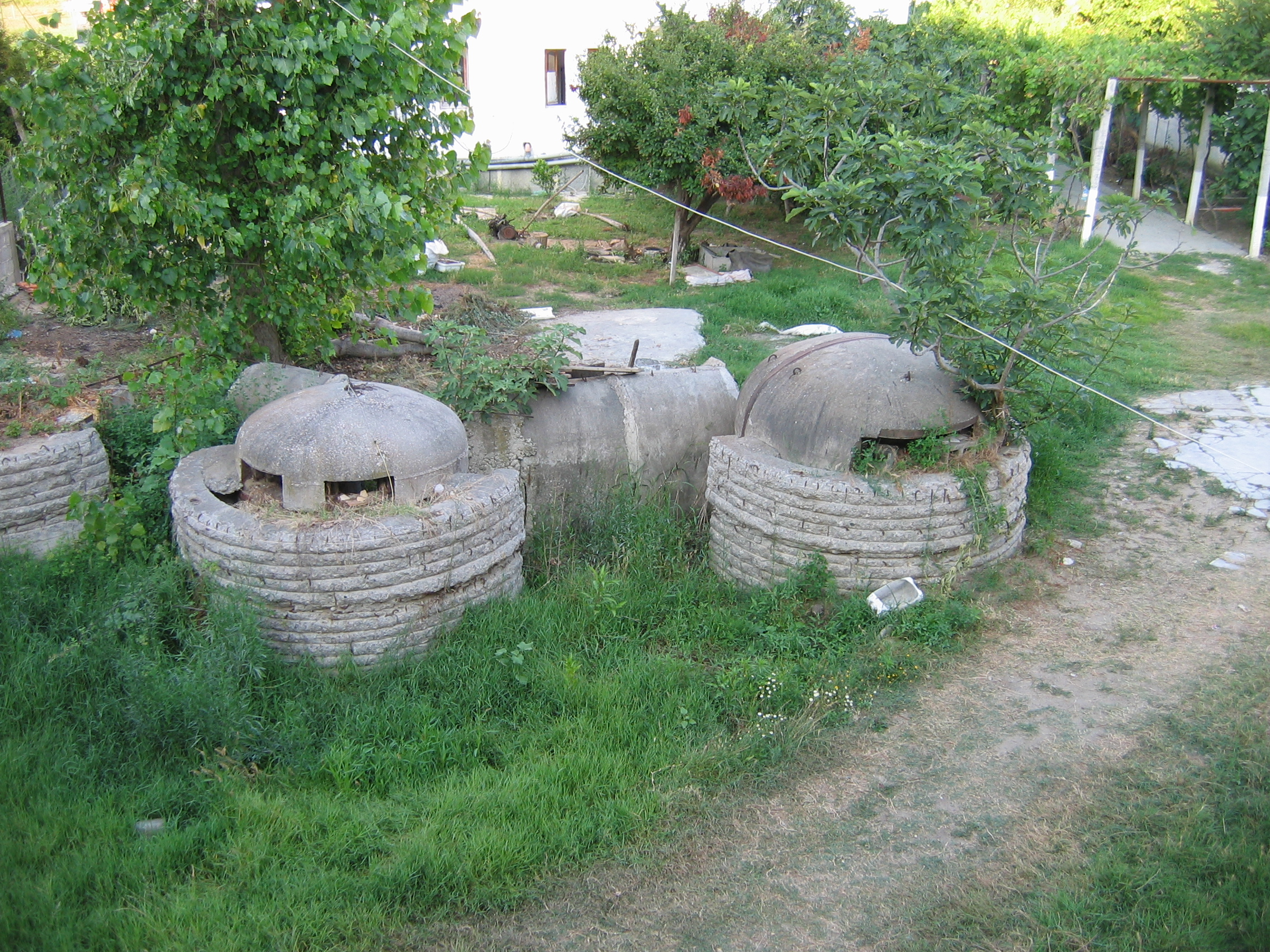
Dreiergruppe kleiner Pillboxen in Durrës

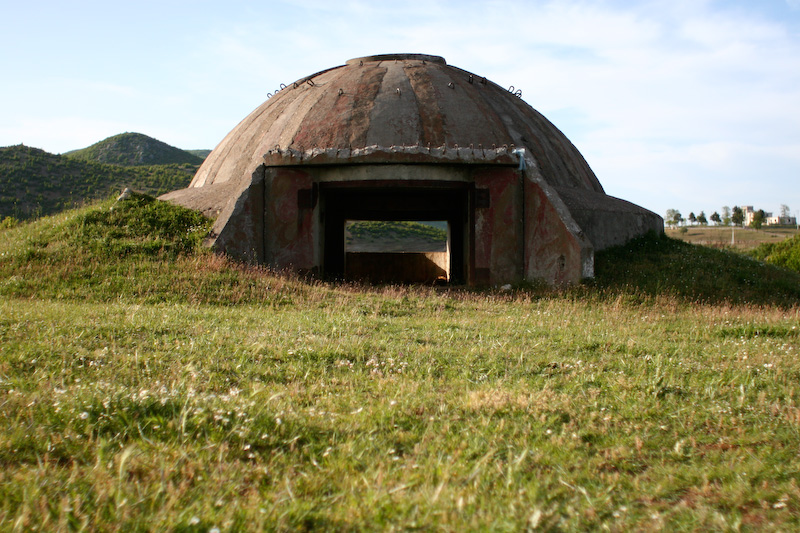
Größerer Artilleriebunker

Ziel Hoxhas war es, für je vier Albaner einen Bunker zu bauen, also insgesamt 750.000. Unbelegt ist, ob diese Zahl auch erreicht worden ist. Die genaue Zahl ist unbekannt. Schätzungen reichten von 350.000 Bunkerbauten bis 745.145 Bunker und mehr. Auf einer 2014 aufgetauchten Liste war vermerkt, dass bis 1983, also kurz vor dem Ende der Hauptbauphase, lediglich 173.371 Befestigungsanlagen errichtet worden sind – dies entspricht aber immer noch sechs Festungsbauten pro Quadratkilometer respektive eine Anlage alle 333 bis 500 Meter inklusive Gebirge, Wasserflächen und Siedlungen.
Mit den überall verstreuten Bunkern sollte die Taktik des Guerilla- oder Partisanenkriegs, die der albanische Widerstand während des Zweiten Weltkriegs in den Bergregionen verfolgte, im ganzen Land umgesetzt werden können. Jedem Albaner, ein Großteil der Bevölkerung waren Reservisten, war ein Bunker zugeteilt, den er im Falle eines Angriffs aufzusuchen hatte. Die kleinen Bunker standen in Sichtweite zu einem größeren, der ständig besetzt sein sollte und von dem aus die Befehle an die kleinen Bunker weitergegeben wurden.
Die Bunker wurden im ganzen Land erbaut, besonders entlang der Grenzen und der Meeresküste und somit auch in entlegenen Bergregionen. Nebst den Grenzgebieten wurden Bunker insbesondere an anderen strategischen Lagen wie an Pässen, Brücken und rund um Städte oder militärische Anlagen konzentriert errichtet. An einigen Orten wurden mehrere parallele Linien von Bunkern erbaut. Die Bauzeit fiel mehrheitlich in die Jahre 1972 bis 1984. Die Bunker wurden solide und mobil erbaut in der Absicht, sie einfach mit einem Kran oder Hubschrauber in einem zuvor gegrabenen Loch platzieren zu können.
Die Betonelemente für die Bunker wurden zentral vorgefertigt. Die Kosten stellten eine immense Belastung für Albanien dar. Nach Berechnungen sollen sie zwischen 1977 und 1981 jährlich zwei Prozent des Nettoinlandsprodukts gekostet haben. Andere Quellen geben die Kosten mit dem zweifachen Betrag der vor dem Zweiten Weltkrieg erbauten französischen Maginot-Linie an. Für die Bunker sei drei Mal so viel Beton benötigt worden. Die Verteidigungsausgaben Albaniens betrugen in den 1980er Jahren geschätzte acht bis zehn Prozent des Nationaleinkommens.
Die Entwicklung eines Prototyps für die Bunker dauerte zwei Jahre und war 1968 abgeschlossen. Laut Überlieferung soll Enver Hoxha daraufhin den Chefingenieur gefragt haben, wie zuversichtlich er sei, ob er einem Panzerangriff standhalten würde. Der Ingenieur antwortete, dass er sehr zuversichtlich sei. Hoxha verlangte darauf, dass er sich in seinem Bunker aufhalten solle, während er von einem Panzer beschossen werde. Nach dem erfolgreichen Test gingen die Bunker in die Massenproduktion. Am Bau beteiligte Personen sagten hingegen, dass ein Test mit menschlichen Probanden nie stattgefunden habe.
Eine wichtige Rolle beim Bau der Bunker wird allgemein dem späteren Staatspräsidenten Alfred Moisiu zugeschrieben. Moisiu schlug nach dem Abschluss seines Studiums in Militärwissenschaften im Jahr 1958 eine militärische Laufbahn ein. Ab 1971 war er stellvertretender Verteidigungsminister. Unter den Ministern Beqir Balluku, Mehmet Shehu und Kadri Hazbiu hielt er diesen Posten bis Oktober 1982. In dieser Zeit war Moisiu auch Leiter des Direktorats für Ingenieurwesen und Befestigungsbau. Moisiu hatte von Enver Hoxha den Auftrag erhalten, im ganzen Land Bunker zu bauen. Die Verbunkerung Albaniens, die die schwache Wirtschaft überstrapazierte, hatte ein Desaster zur Folge, und weniger als ein Jahr nach dem Tod Shehus wurde Moisiu im Gefolge von Hazbiu Opfer einer letzten Säuberungswelle im Parteikader. Moisiu wurde entmachtet und nach Burrel geschickt, wo er von 1982 bis 1984 eine Ingenieur-Kompanie befehligte. Als Präsident schlug er später vor, die Bunker für die Pilzzucht zu nutzen.

## Folgen

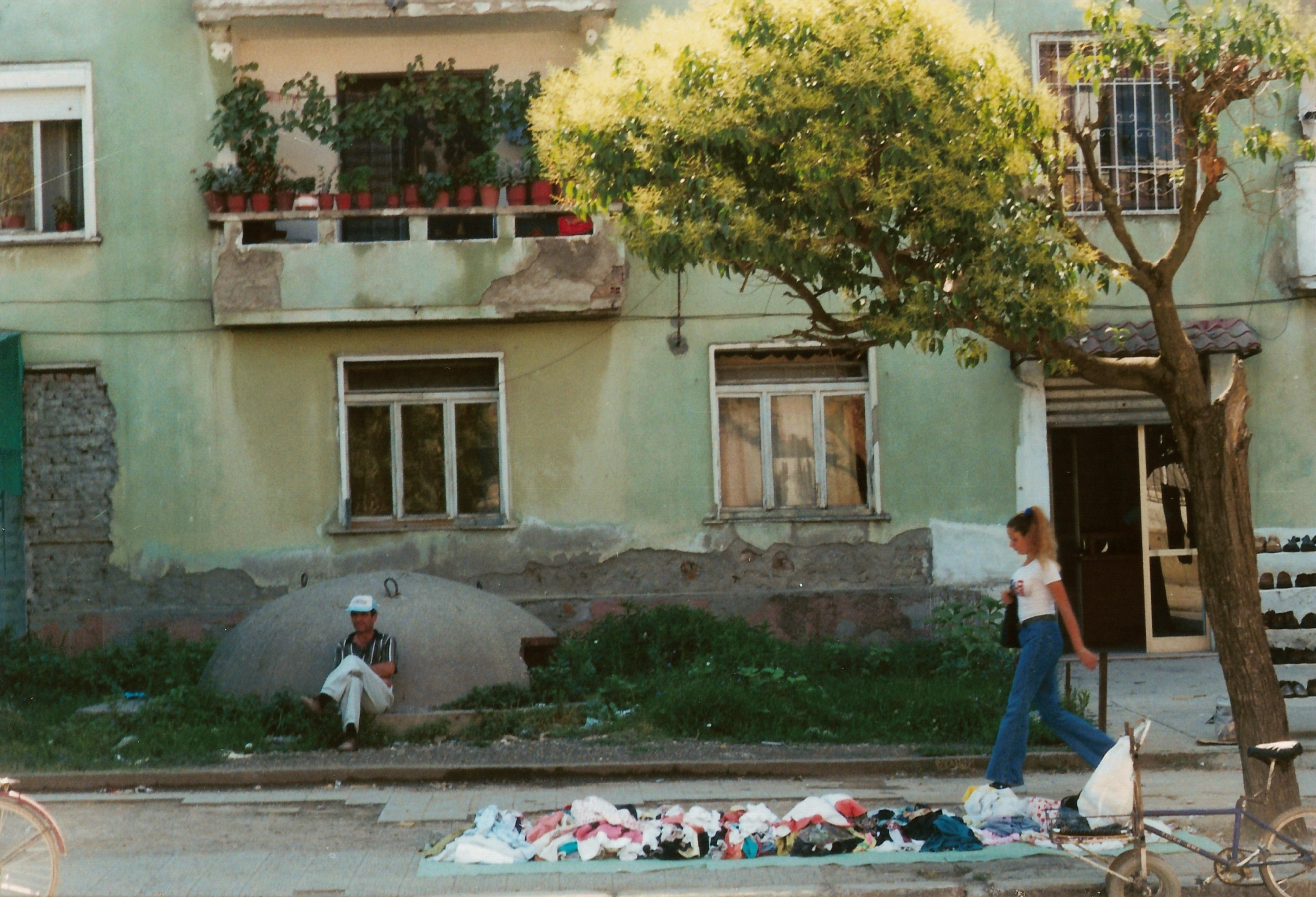
Bunker im Stadtzentrum von Shkodra (2001)

Die vielen Bunker, eine Altlast, die das Land bis heute prägt, unterstrichen die xenophobe Parteidoktrin der ständigen Gefahr durch das Ausland und die Isolationspolitik des Landes. Vor allem war es aber eine teure Herausforderung für die schwache, unterentwickelte und auf Autarkie ausgerichtete albanische Volkswirtschaft. Der notwendige Stahlbeton hätte dringend im Häuserbau oder für andere Infrastrukturprojekte gebraucht werden können.

## Typen
Es werden drei Haupttypen von Bunkern unterschieden: Kleinstbunker für einen Soldaten, Kleinbunker für rund vier Personen und größere Bunker, die meist Artilleriegeschütze beherbergten. Eigen sind ihnen allen die runden Deckel auf kreisrunden Grundrissen. Die runde Form war angeblich so gewählt, damit Kugeln daran abprallen. Andere Autoren unterscheiden zwischen sechs verschiedenen Typen von Gefechtsbunkern und den größeren Gefechtsbunkern, die es in drei Typen gab.
Der kleine Bunker, eine Maschinengewehr-Pillbox, hatte einen Durchmesser von drei Metern. Eine Öffnung, die oft genug auf einen anderen Bunker ausgerichtet war, diente als Schießscharte. Die Kuppel lag auf einer kreisförmigen Mauer, die in der Regel im Boden versenkt war; im kleinen Hohlraum von rund 1,80 Meter Höhe konnte ein Mensch gerade stehen. Der Zwischenraum zu einer vorgelagerten Außenwand wurde mit Erde gefüllt. Der Zugang erfolgte durch einen kurzen Betontunnel, der zum Teil zu einem Betonkorridor führte, welcher jeweils drei Bunker miteinander verband.
Die großen Bunker bestanden lediglich aus einer großen Kuppel, die aus verschiedenen vorfabrizierten Segmenten zusammengestellt wurde. Diese Segmente wogen je rund acht bis neun Tonnen und waren rund 1,3 Meter dick. Der Innenraum hat einen Durchmesser von sechs Metern. Die Betonkuppeln verfügten nur über einen Ausgang, der zum Teil mit Betontoren verschlossen werden konnte.

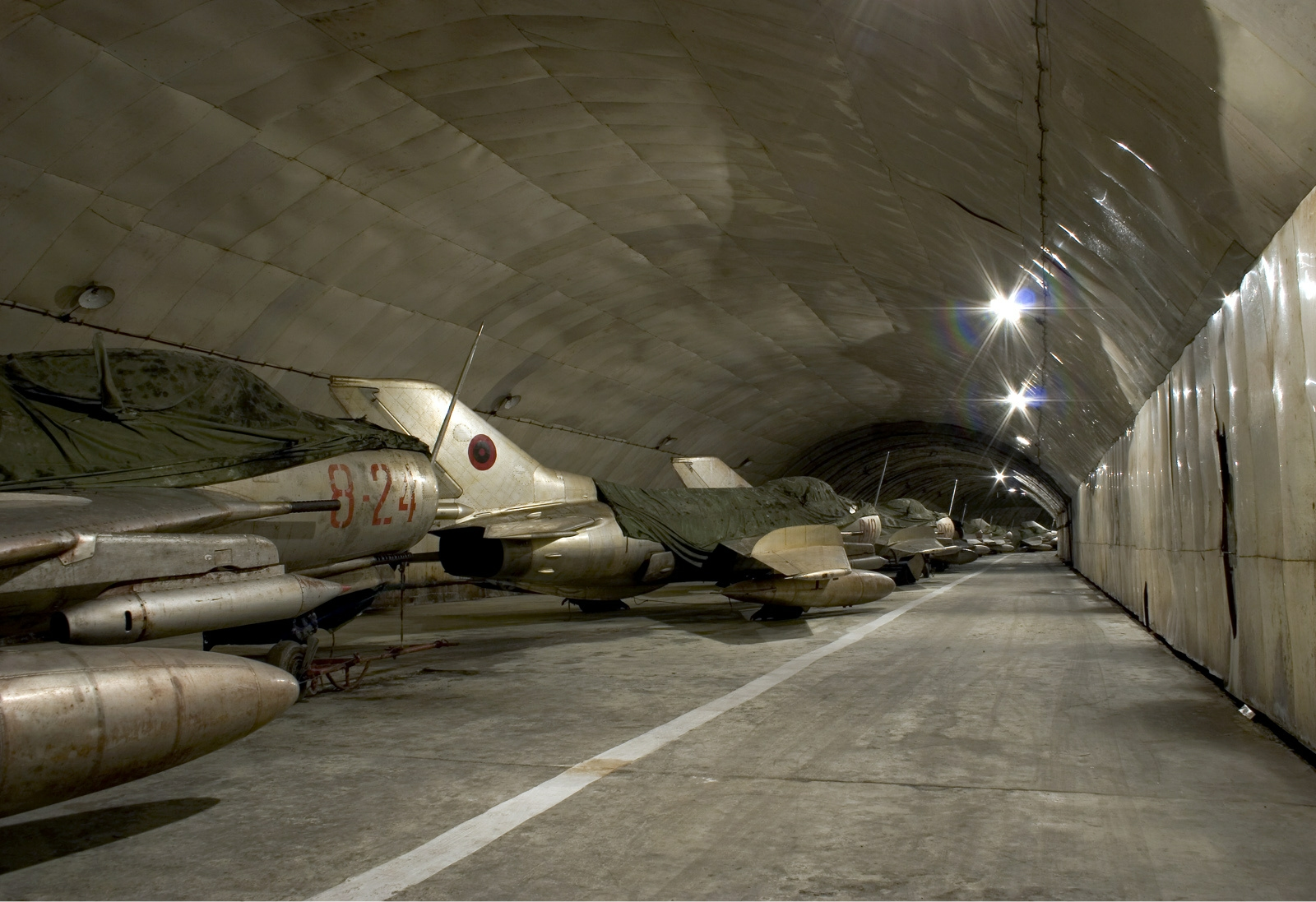
Flugzeugkaverne in Gjadër in Nordalbanien

Daneben gab es noch viele andere Arten, die jeweils den besonderen Gegebenheiten der Lokalität angepasst waren: Beobachtungsstände am Strand, in den Berg gegrabene Kavernen und Munitionsdepots, mit Erde bedeckte rechteckige Betonbunker, große unterirdische Kommandobunker wie derjenige des Politbüros in Linza, unterirdische Einrichtungen für die Marine wie der U-Boot-Bunker in Porto Palermo und eine Anlage in Shëngjin sowie unterirdische Flugzeugkavernen für die Luftwaffe im nordalbanischen Gjadër und in Kuçova. Auch wurde schon Ende der 40er Jahre in bescheidenem Umfang mit dem Bau erster Verteidigungsanlagen begonnen.

## Heute

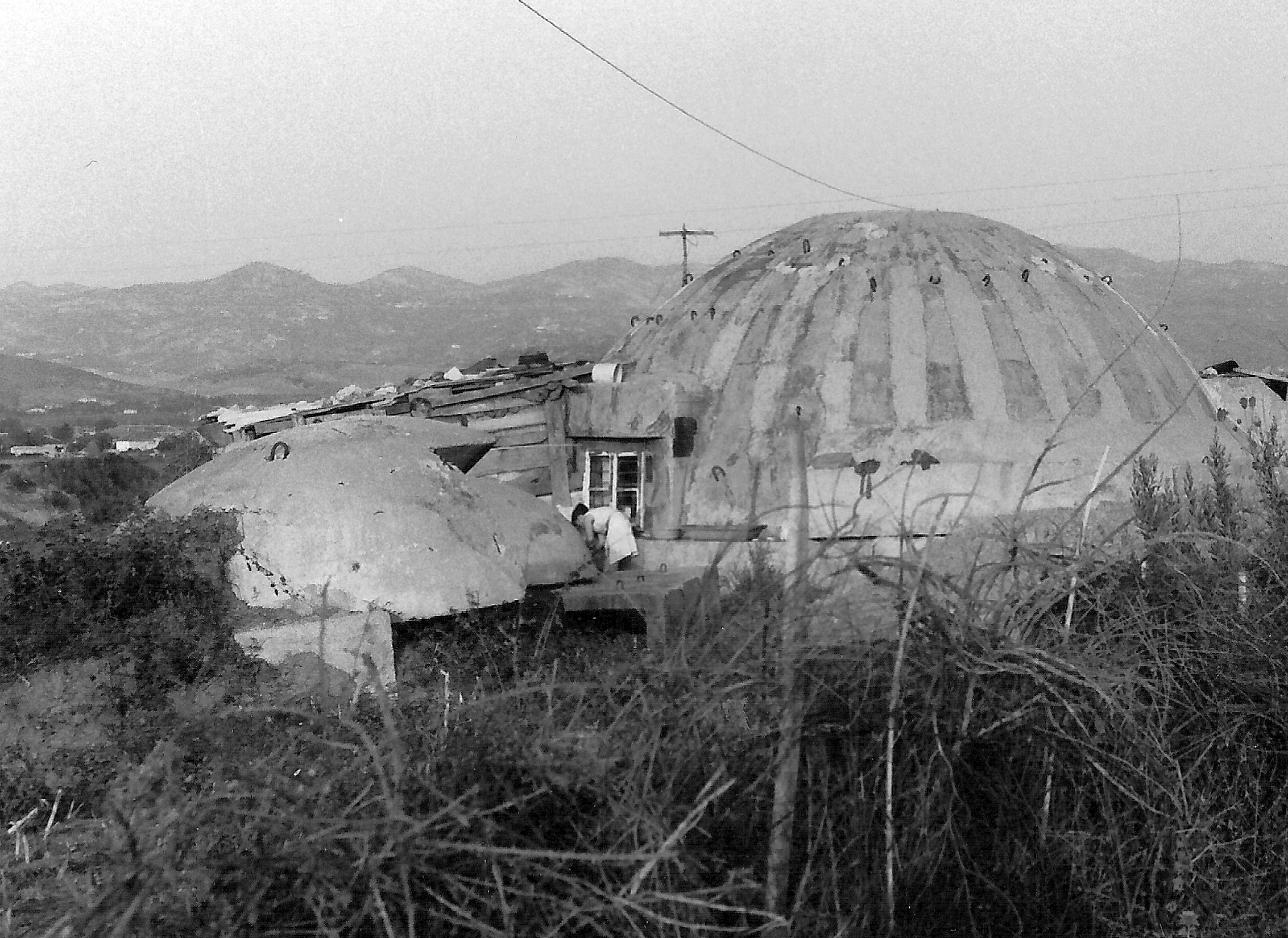
Als Wohnhaus genutzter Bunker zwischen Durrës und Tirana (1994)

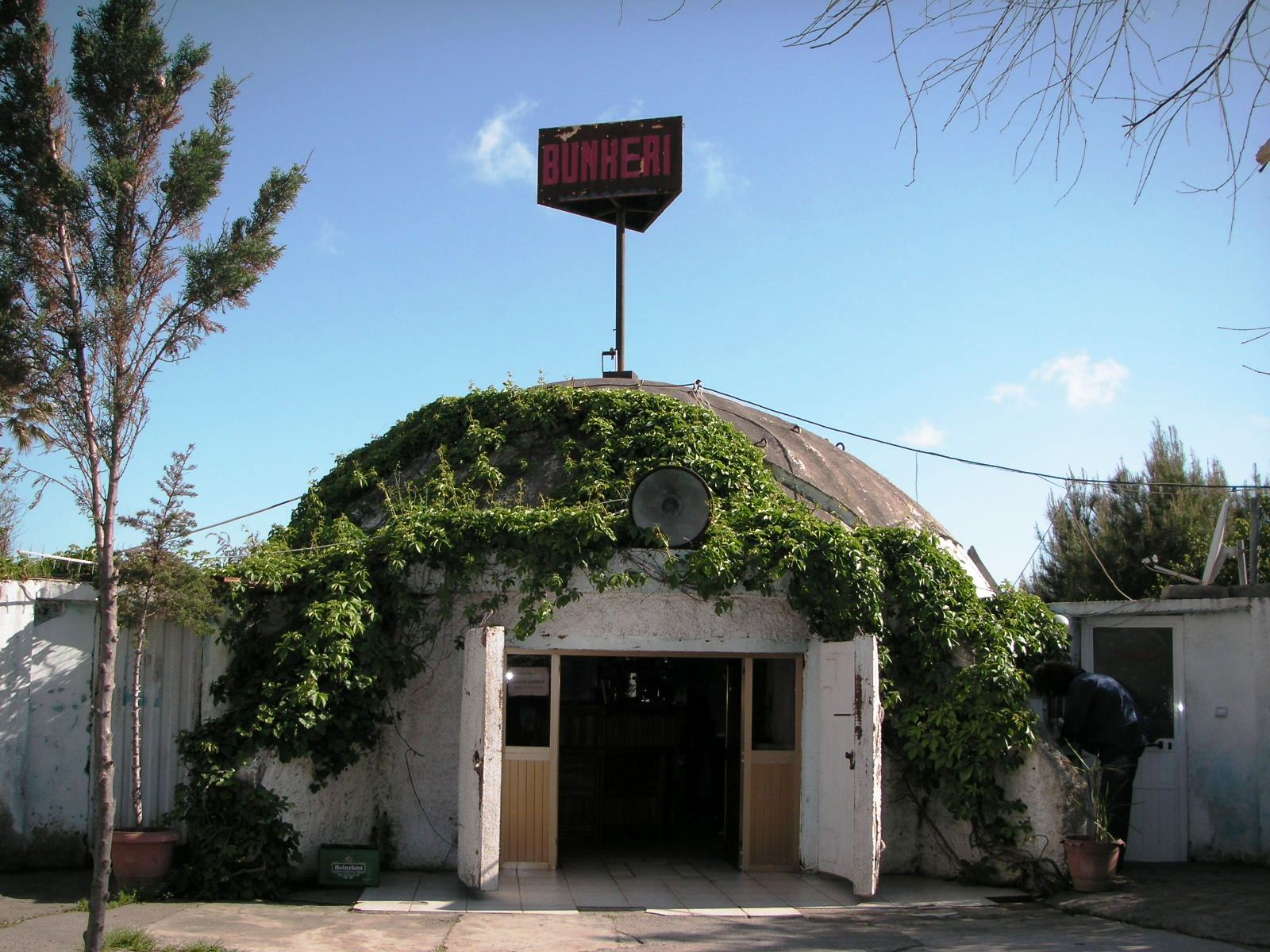
Restaurant „Bunkeri“ in Durrës

Die Bunker werden nicht mehr militärisch genutzt. Die meisten verfallen langsam, wurden mit Abfällen gefüllt oder werden aufgesucht, um sich zu erleichtern. Sie sind kaum zerstörbar, auch wenn viele abgerutscht sind oder von der Vegetation überwuchert werden. In Albanien fehlen oft die Geldmittel, um die Bunker zu entfernen. Sie werden von Liebespaaren für Rendezvous und in einigen Extremfällen als Wohnstätte für Binnenmigranten gebraucht. Bauern verwenden sie als Ställe für Hühner und andere Tiere oder als Materiallager. In einzelnen Fällen wurden Bunker angestrichen, größere zu Restaurants oder Verkaufslokalen zweckentfremdet, und in Gjirokastra wurde ein Bunker mit einem Kreuz versehen und als Kapelle genutzt.
Die Bunker sind in Albanien immer weniger sichtbar. Zum Teil werden sie entfernt, um Neubauten Platz zu machen, oder sie verschwinden hinter neuen Gebäuden oder unter Pflanzen. Die albanische Regierung verabschiedete 2011 einen Erlass, nach dem zur Zerstörung von Bunkern aufgefordert wird: Besitzer können die Bunker, die eigentlich Eigentum des Staates sind, auf ihren Grundstücken entfernen. Arbeitslose zerstören Bunker gezielt, um an den Stahl darin zu gelangen, der dann weiterverkauft wird. Rund sechs Meter Stahlstäbe, oder manchmal bis zu zwei Tonnen Stahl stecken in einem Bunker. In entlegenen Gebieten werden Bunker hierfür illegal gesprengt.
Die albanische Armee setzte 2009 Type-59-Panzer ein, um Bunker von Stränden zu entfernen. Die inzwischen teilweise im Wasser stehenden Bunker erzeugten Strömungen, die für Badende gefährlich werden konnten.
Immer wieder sind die Bunker auch Gegenstand künstlerischer Arbeit. Der 1996 produzierte Film Kolonel Bunker von Kujtim Çashku hat den Bau der Bunker und den dafür verantwortlichen Oberst zum Thema. Der Film wurde 1995 in Tale an der nordalbanischen Küste gedreht. In Tirana wurde ein Bunker Teil des Denkmals Postbllok, das an den Sozialismus erinnert, und aus drei Bunkern wurde eine vorübergehende Bühne für einen alternativen Kunstraum geschaffen. Ein jährlich stattfindendes Musikfestival bei Tirana hat sich Bunker zum Motto gemacht und einige funktional ins Festivalgelände integriert.
Der große Führungsbunker Enver Hoxhas am Fuße des Dajtis bei Linza östlich von Tirana wurde Ende 2014 vorübergehend für Besichtigungen durch die Öffentlichkeit geöffnet. Das Bunk’Art genannte Geschichts- und Kunstmuseum in der Anlage mit über 100 Räumen aus den 70er Jahren ist seit April 2016 permanent offen. Am 19. November 2016 wurde im Zentrum der Hauptstadt Bunk’Art 2 eröffnet. Bei diesem ehemaligen Bunker des Innenministeriums liegt der Ausstellungsschwerpunkt in der Geschichte dieses Ministeriums und der Sigurimi, der politischen Polizei.
Insbesondere für Ausländer wurden die Bunker zu einer Art nationalem Symbol Albaniens, das in Nachbildungen aus Stein oder Holz an Touristen verkauft wird. Einheimische interessieren sich deutlich weniger für die Bunker als Touristen. Der Stand Albaniens auf der Expo 2000 in Hannover war einem Bunker nachempfunden. Zwei albanische Studenten entwickelten Konzepte, um die Bunker als Unterkünfte, Kioske, Informationszentren, Toiletten oder Cafés zu nutzen. In Gjirokastra kann der unterirdische Kommandobunker besichtigt werden. Deutsche Studenten haben in Zusammenarbeit mit albanischen Kollegen 2012 an der nordalbanischen Küste Touristen-Unterkünfte in größeren Artilleriebunkern realisiert. Das Projekt würden sie gerne über ganz Albanien ausweiten, aber schon vor der letztendlich abgesagten Eröffnung gab es große Probleme.

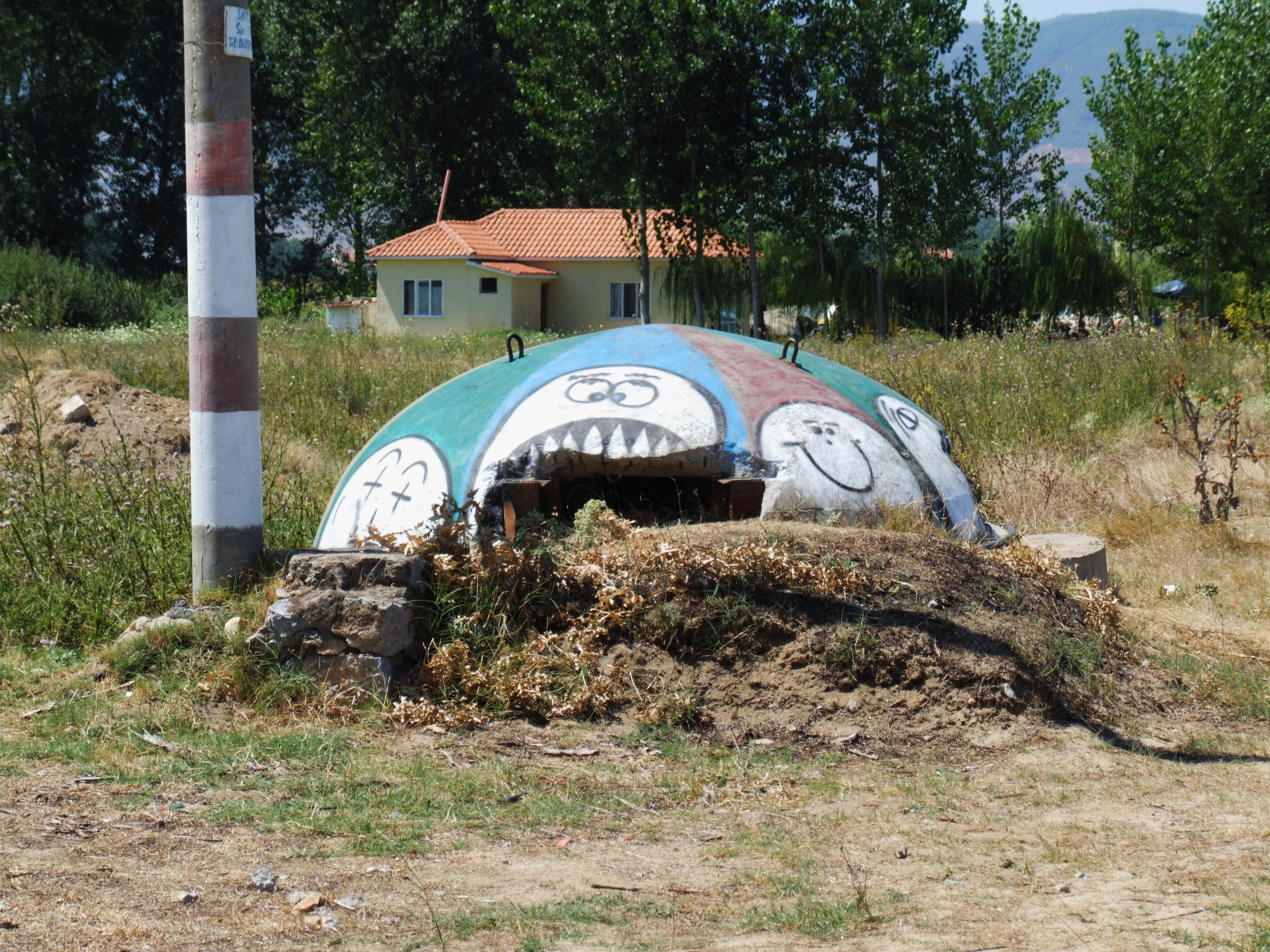
Bemalter Bunker in Pogradec
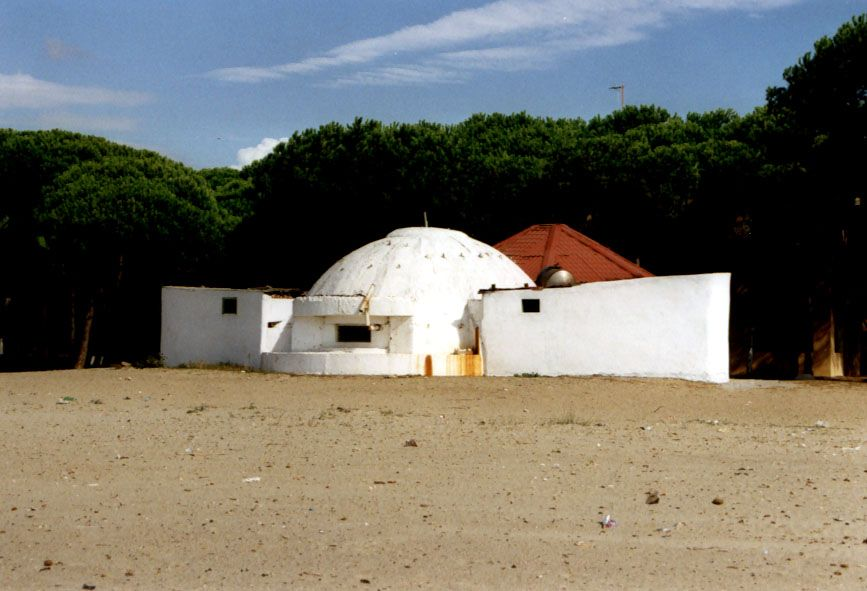
Umgenutzter, angemalter Bunker mit Anbauten an der Adriaküste
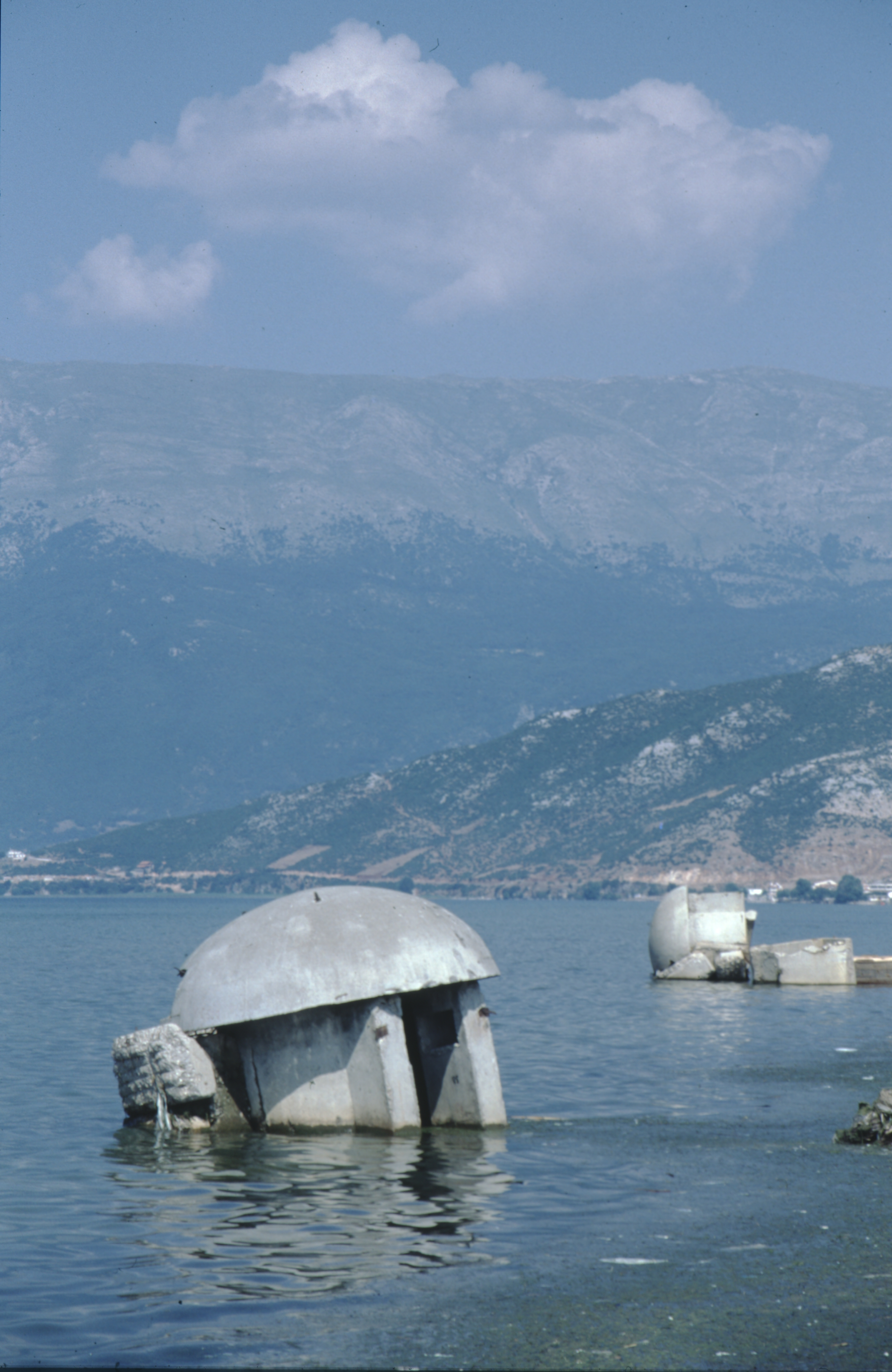
Bunker im Ohridsee bei Pogradec
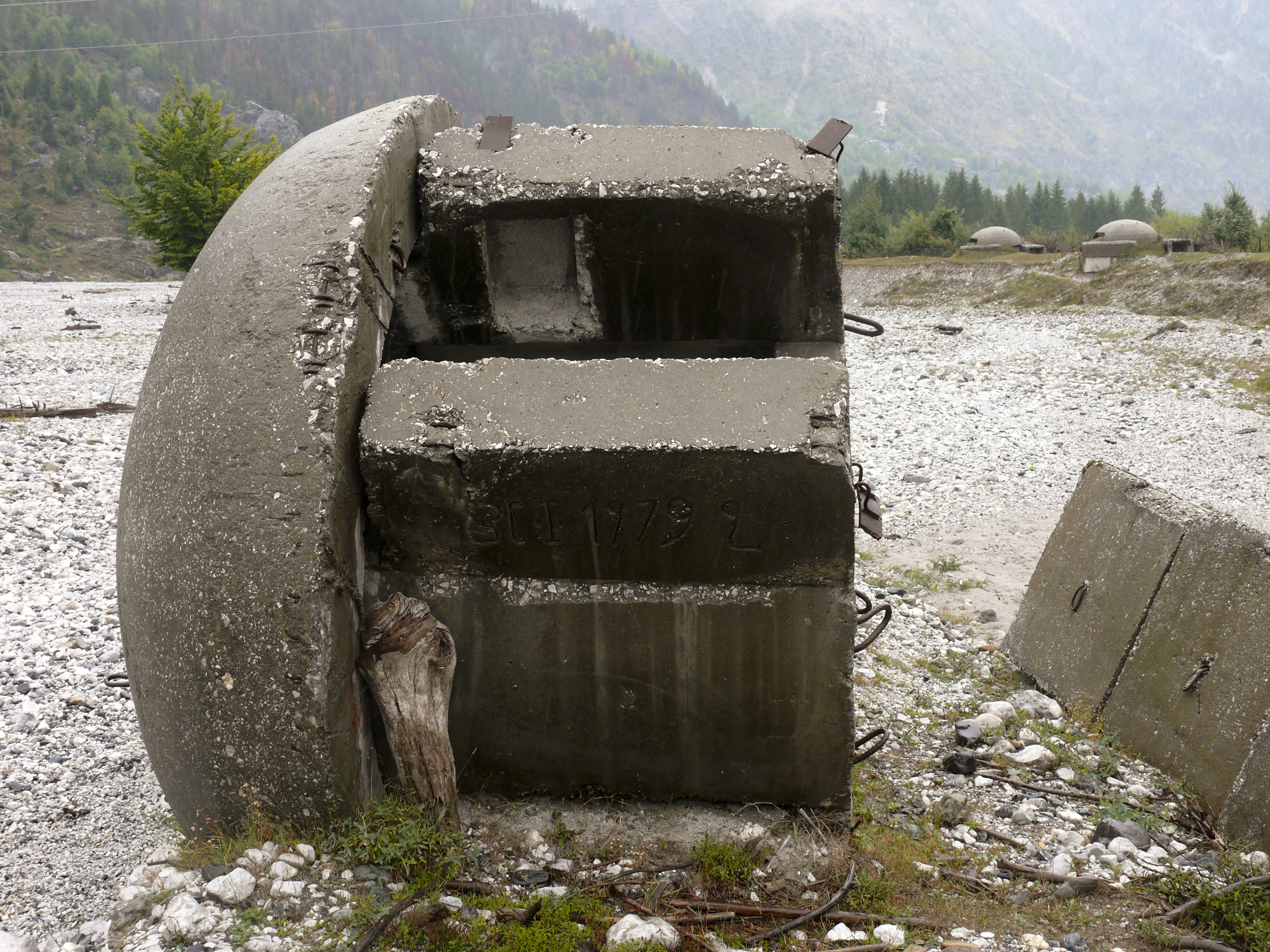
Unterspülter Bunker in Valbona, Albanische Alpen
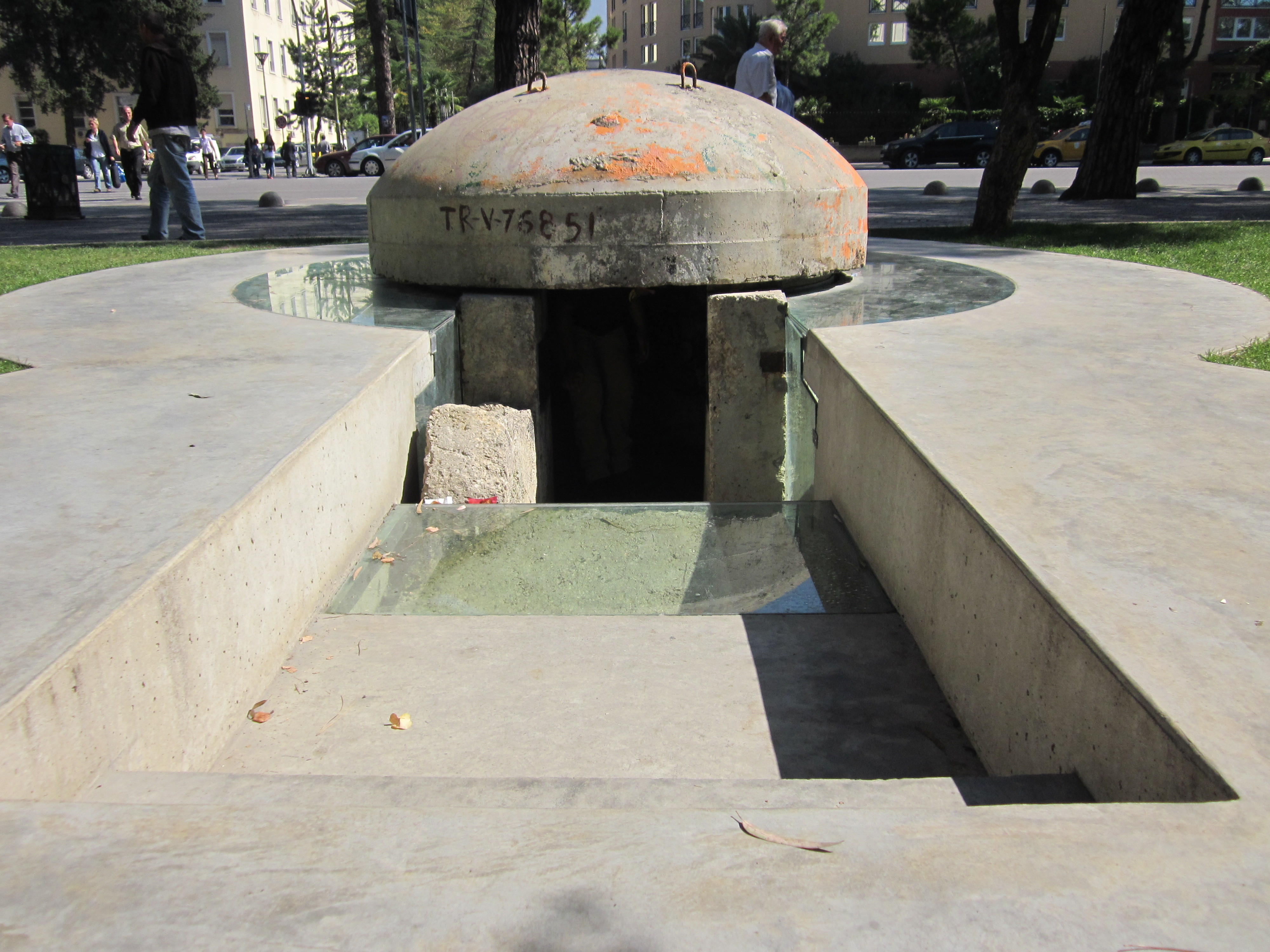
Teil des Postbllok-Denkmals in Tirana
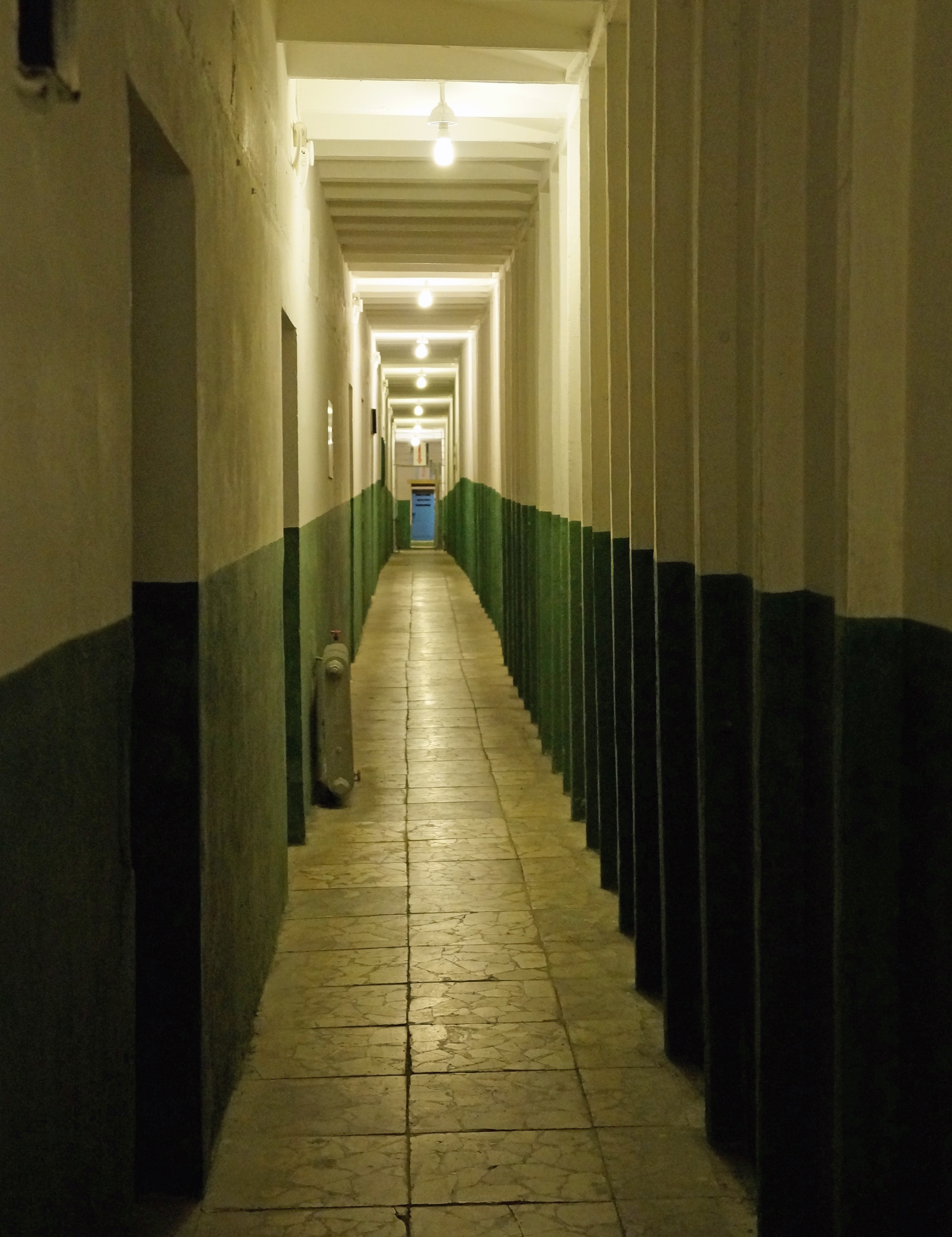
Bunk’Art – unterirdischer Gang in der Anlage